# Carl Steffeck
Carl Constantin Heinrich Steffeck (født 4. april 1818 i Berlin, død 11. juli 1890 i Königsberg) var en tysk maler, litograf og raderer. 
Steffeck blev uddannet på Akademiet i Berlin (Krüger, Begas) og en kortere tid i Paris under Delaroche, senere i Rom; 1859 blev han professor og 1880 direktør for Königsberg-Akademiet. 
Steffeck var en betydelig, solid og dygtig kunstner, hvis historiemalerier og dyrebilleder sås i mange offentlige samlinger i Tyskland: Alte Nationalgalerie i Berlin, museet i Königsberg (Bøffelspand), Hamburger Kunsthalle (rytterbillede, Moltkes) ridehest med mere) og mange andre.